# Ballast-Dummy
Ballast-Dummys (Ballast-Manikin) sind grobe Nachbildungen menschlicher Körper, die immer dann zum Einsatz kommen, wenn die Auswirkungen des Gewichtes einer Person auf ein System untersucht werden sollen. Im Gegensatz zu einem Crashtest-Dummy sind Ballast-Dummys mit keinerlei Sensorik  ausgestattet, da die Auswirkungen der Tests auf den menschlichen Körper meist von untergeordneter Wichtigkeit oder schon bekannt sind.

## Anwendungsgebiete
Ballastdummys spielen vor allem im Fahrgeschäfte-Gewerbe eine große Rolle.
Sie werden hier vor allem für 2 Bereiche eingesetzt.
Zuerst für die Klassifizierung der Achterbahn, bei der überprüft wird, ob die auftretenden Beschleunigungswerte mit den zuvor berechneten übereinstimmen.
Des Weiteren werden Ballastdummys aber auch eingesetzt, wenn die Auswirkungen auf den menschlichen Organismus bereits bekannt sind, jedoch die Sicherheit des Aufbaus (z. B. Achterbahn) erneut getestet werden muss.
Achterbahnen müssen nach jedem Aufbau (Mobile Achterbahnen) oder nach der z. B. in Vergnügungsparks üblichen Winterpause erneut auf ihre Sicherheit hin getestet werden. Bei solchen Achterbahnen ist natürlich die Auswirkung auf den Körper während der Fahrt hinreichend untersucht worden.
In der Automobiltechnik werden solche Dummys häufig für erste Versuche mit Insassenrückhaltesystemen eingesetzt, um zu überprüfen ob diese der Belastung durch einen erwachsenen Menschen standhalten.
Auch für Tests der Fahrdynamik werden des Öfteren Ballast Dummys benötigt. Diese nehmen den Platz von Beifahrern ein und simulieren somit ein voll besetztes Kraftfahrzeug, bzw. verschiedene Besetzungen. Diese verschiedenen Belastungen wirken sich wiederum direkt auf die Fahrdynamik des Fahrzeuges aus.
Folgende Anwendungsgebiete sind inzwischen Alltag:
Im Bereich Kraftfahrzeug-/Raum- und Luftfahrtindustrie:
- Sicherheitsgurt
- Sitz-Lebensdauer / Sitz-Abnutzung
- Sturzbügel
- Reifentraktion
- Beschleunigung
- Bremsen
- Überrollversuche
- Unfallinszenierung
- Raumkapsel
- Flugzeugzuladung
- Sitzstrukturdesign

Im Bereich Schifffahrtsindustrie/Marine und Militär:
- Boots- und Fahrzeugtests
- Zerstörungstests von Explosionen bei Kraftfahrzeugen

Im Bereich Freizeitparks:
- Achterbahn und andere Fahrgeschäfte
- Anfangsfahrtaufstellung
- Beladung
- Rückhaltesysteme

In medizinischen Bereichen:
- Rollstuhl/Treppenlift
- Krankenbett, Lattenrostdauertest
- Matratzentest

Sonstige Unfallinszenierung:
- Wintersport/Ski-Unfälle
- Unfalltests für Sicherheitsklettergurte (Windpark, Forstwirtschaft, Strommasten, Freizeitindustrie usw.)
- Aufzugzuladung

## Entwicklung
Noch heute werden für Belastungstests von Achterbahnen häufig Sandsäcke verwendet, welche in den Sitzen mit Hilfe von Spanngurten oder ähnlichem befestigt werden. Hier haben die Ballastdummys ihren Ursprung. Bei der Verwendung von Sandsäcken treten auch heute immer wieder folgende Probleme auf:
- großer Zeitaufwand um die Sandsäcke auf den Sitzen zu befestigen,
- Sandsäcke von ca. 80 kg sind schwer handhabbar,
- Verletzungsgefahr am Boden durch Herausfallen von Sandsäcken aus den Sitzen während der Fahrt,
- die Rückhalte- und Gurtsysteme werden nicht getestet – bei den Ballast-Dummys erfolgt dieses inzwischen,
- kaputte Sandsäcke verstreuen Sand in der Landschaft,
- Sandsäcke stellen in keiner Art und Weise die Gewichtsverteilung eines Menschen dar.

Um die Last jedoch in einer bequemeren Art und Weise aufzubringen, wurden andere Methoden entwickelt.
Die etablierteste ist hierbei die, bei der in einen hohlen Kunststoffkörper Wasser eingefüllt wird, während dieser schon an der einzunehmenden Position „sitzt“ (zum Beispiel im Sitz der Achterbahn). Diese Körper werden aus beliebigen Kunststoffen oder sogar aus hartem Gummi gefertigt und wiegen im leeren Zustand meist weniger als 10 kg.
Dies stellt einen großen Fortschritt gegenüber den Sandsäcken dar, da diese Dummys einfach mit dem Wasserschlauch befüllt werden können. Das eingefüllte Wasser kann nach Benutzung durch ein Ventil wieder abgelassen werden.
Den letzten Schritt stellte die Abbildung von Gliedmaßen dar. Die neuesten Modelle haben rudimentäre Beine, welche ebenfalls aus einer hohlen Kunststoffhülle bestehen, mit Wasser gefüllt werden können und mittels eines Zapfens am Torso befestigt werden.